# Noboribetsu
Noboribetsu (Japans: 登別市, Noboribetsu-shi) is een Japanse stad in de prefectuur Hokkaido. In 2014 telde de stad 50.657 inwoners. 

## Geschiedenis
Op 1 augustus 1970 werd Noboribetsu benoemd tot stad (shi). 

## Partnersteden
- Shiroishi, Japan sinds 1983
- Guangzhou, China sinds 2002

Subprefecturen:
Hidaka · Hiyama · Iburi · Ishikari · Kamikawa · Kushiro · Nemuro · Okhotsk · Oshima · Rumoi · Shiribeshi · Sorachi · Soya · Tokachi

Steden:
Abashiri · Akabira · Asahikawa · Ashibetsu · Bibai · Chitose · Date · Ebetsu · Eniwa · Fukagawa · Furano · Hakodate · Hokuto · Ishikari · Iwamizawa · Kitahiroshima · Kitami · Kushiro · Mikasa · Monbetsu · Muroran · Nayoro · Nemuro · Noboribetsu · Obihiro · Otaru · Rumoi · Sapporo (hoofdstad) · Shibetsu · Sunagawa · Takikawa · Tomakomai · Utashinai · Wakkanai · Yubari